# Insanity Wave
Insanity Wave es una banda madrileña de Rock alternativo formada en 1991. En sus inicios su sonido fue definido como "ruido melodioso" y Pop de Guitarras con un toque Psicodélico".

## Historia
En los prolíficos años 90 firman su primer contrato gracias al sello de La Fábrica Magnética de Servando Carballar, con el que publicaron su primer ep homónimo "Insanity Wave ep" en 1993 y el álbum de larga duración Go-Off (1995). Tras una intensa serie de conciertos, el grupo viaja hasta Chicago para grabar en los estudios Short Order Recorder con el productor Jeff Murphy (de la banda The Shoes) su segundo LP Do the worm, publicado en 1997 por el sello Roto Records.
En 1999 lanzan un doble recopilatorio titulado 3x33 que recogía toda su discografía anterior y varios tema inéditos. Desde entonces Insanity Wave no ha parado de tocar en directo y estrechar lazos con su público, a través de su tema Spins Round en el recopilatorio Generation Next (1998), en la B.S.O. de la película "La mujer más fea del mundo" (1999), en la B.S.O del corto ganador de un premio Goya "Siete cafés por semana" (1999); y la proyección internacional del grupo, gracias al lanzamiento de su primer disco en Brasil (Paradise Records 1996), de "Do the worm" en USA, a través del sello neoyorquino SpinArt en 1998 (Frank Black, Fastbacks, etc..) y la aparición de temas sueltos en recopilatorios de distintos países, entre ellos el más exótico Japón.
"The Minor League" su tercer disco de larga duración fue producido por Mitch Easter (R.E.M., Wilco, Pavement...), en sus estudios The Fidelitorium en Kernersville, Carolina del Norte y muestra todas las virtudes de la banda en un disco que se puede considerar como la consagración de una manera de sentir la música.
Llegamos al 2000 Insanity Wave participa en el Festival Internacional de Benicàssim (FIB 2000), estrenan su tema "Lost Days" en la B.S.O de la película de Pascal Jongen "Menos es más". Y en el film "Besos para todos" de Jaime Chávarri, interpretando el papel de "Los Acapulco", una banda de ficción de los años 60, además de hacer la B.S.O. de la misma. Después llegaría su última colaboración en el cine con el tema "Other's people game" en la película "Tiempo de tormenta".
En mayo de 2006 fueron invitados a participar en el International Pop Overthrow Festival (IPO Festival) que cada año organiza y dirige David Bash en distintas ciudades del mundo. Sus vibrantes actuaciones en el mítico Cavern Club en Liverpool (The most famous club in the world) les permitió mostrar sus nuevas canciones y su energía escénica al público inglés allí congregado.
En agosto de 2007, la banda madrileña repite producción con Mitch Easter y graba el disco Late Night Shift, mezclando los antiguos métodos del sistema analógico con los digitales, en los Estudios The Fidelitorium (Kernersville, Carolina del Norte, EE. UU.). Contando entre otros con la colaboraciones de músicos como Peter Holsapple y Morgan Kraft.

## Logros destacados de su carrera
- Giras en el extranjero: Han recorrido Portugal, Irlanda, Francia, USA e Inglaterra.
- Entre otros conciertos compartiendo cartel con Spin Doctors, Violent Femmes, Nada Surf, Los Planetas, Grant Hart (Hüsker Dü), Dom Mariani, Australian Blonde, El Niño Gusano, Los Flechazos, Los Protones, Happy Losers, The Mockers, The Groups, Señor Chinarro, Hermanos Dalton.
- Conciertos de Radio 3 de RTVE, retrasmitido en directo por La2.
- Programa Disco Grande: Sesión en directo GATO de Julio Ruiz, Radio 3.
- Programa Diario Pop: Sesión Salvaje de Jesús Ordovás, Radio 3.
- Festival Serie B (La Granja, Giant Sand, Monkey Wrench...). La Rioja.
- Premio a la mejor maqueta del año en la fiesta Disco Grande (Cosecha del 93).
- Participación en la cuarta edición del festival Primavera Sound (1994).
- Actuación en el Festival Internacional de Benicàssim (FIB 2000).
- Actuación en el International Pop Overthrow Festival (IPO 2006). Liverpool. Cavern Club. Inglaterra.

## Formación
- José Mª Martínez Escriña: Guitarra y voz
- Colman Gota: Bajo y voz

## Discografía

### Álbumes
- Go-Off - La Fábrica Magnética (1995)
- Do the worm - PeerMusic/Roto Records (1997)
- 3x33 - Preasure (1999)
- The Minor League - Elmer Music (2000)
- Late Night Shift - Elmer Music (2008)

### EP
- Insanity Wave ep - La Fábrica Magnética (1993)
- Lazy-Bones - La Fábrica Magnética (1996)

### Recopilatorios
- "Navidades Furiosas. Mercy Pack. La Fábrica Magnética (1993)"
- "18 canciones acústicas. Androginous. Grabaciones en el Mar (1994)"
- "Generation next music. Spins Round. Arcade (1998)"
- "Canal Pirata. Spins Round. Knife music (1998)"
- "Aural delights. Lazy-Bones. SpinArt (1998)"
- "Don Diablo disco 1. Take me there. El Diablo discos (2000)"
- "Festival Internacional de Benicassim. Tonight. Benicassim (FIB 2000)"
- "Celt & Pop. Next Big Thing. O'Connor's Music"
- "The Great Steams Hoax, a Tribute to The Stems. Can't forget that girl. Of the Hip (2002)"